# BE Волос Вероники
BE Волос Вероники (лат. BE Comae Berenices) — одиночная переменная звезда в созвездии Волос Вероники на расстоянии приблизительно 33268 световых лет (около 10200 парсек) от Солнца. Видимая звёздная величина звезды — от +16,6m до +15,7m.

## Характеристики
BE Волос Вероники — белая пульсирующая переменная звезда типа RR Лиры (RRAB)/(RRC) спектрального класса A. Эффективная температура — около 7197 K.